# KTM

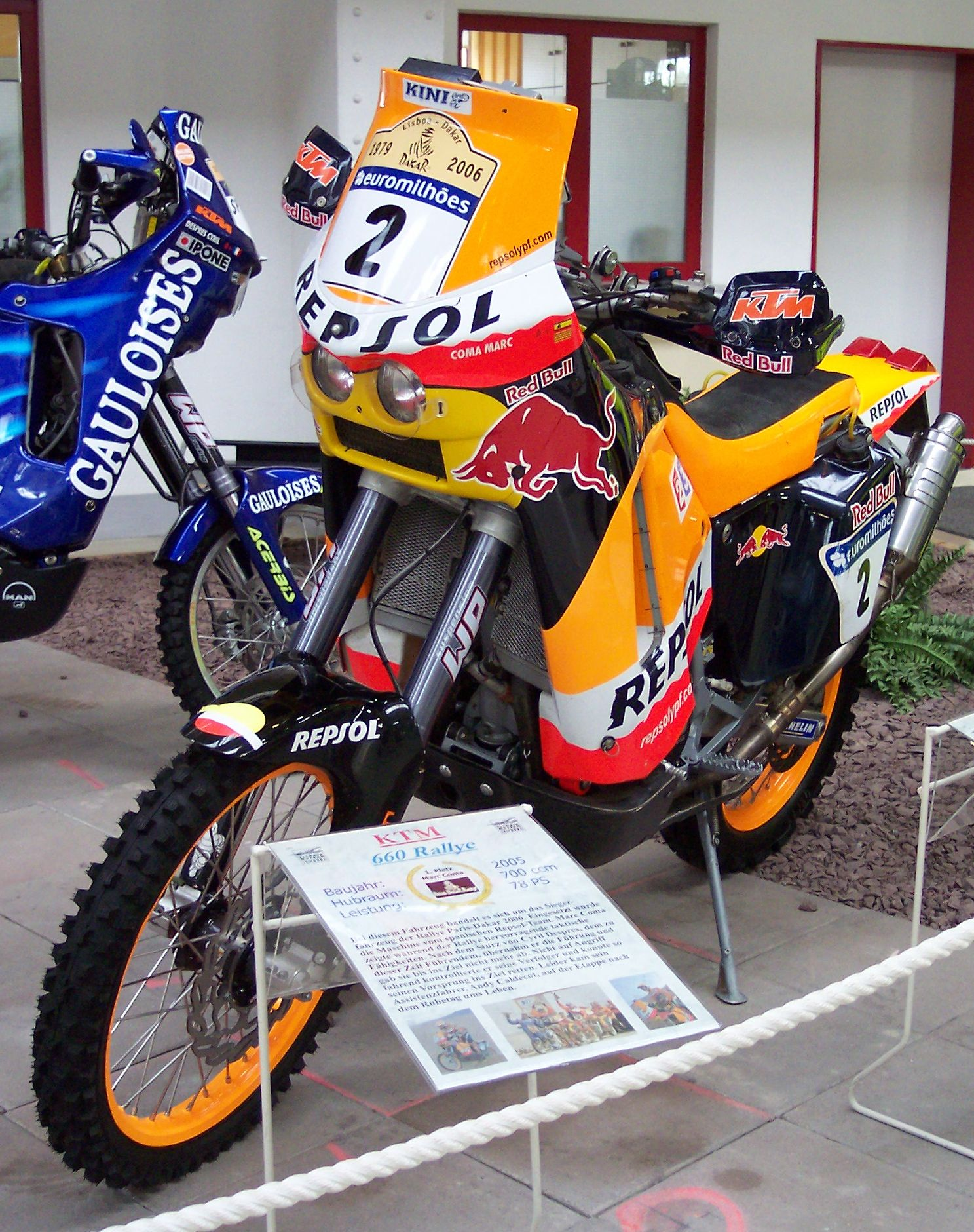
Гоночний мотоцикл KTM 660 Rallye підготовлений для Ралі Дакар

KTM AG — транснаціональна корпорація, виробник мотоциклів, велосипедів та спортивних автомобілів. Штаб-квартира розташована в місті Матіґгофен (федеральна земля Верхня Австрія).
Фірма утворилася в 1992 році із заснованої в 1934 р. інженером Гансом Трункенпольцем (нім. Hans Trunkenpolz) фірми KTM Motor-Fahrzeugbau KG (за формою власності «споживче товариство» — KG, Konsumgenossenschaft), яка згодом одержала назву Kraftfahrzeuge Trunkenpolz Mattighofen, або за першими літерами — KTM.
У 1992 році KTM KG заявила про банкрутство, розпавшись на чотири незалежних компанії:
- KTM Sportmotorcycles GmbH, з 2003 року KTM-Sportmotorcycle AG — спеціалізація на спортивних кросових мотоциклах;
- KTM Fahrrad GmbH: продукція велосипедів;
- KTM Kühler GmbH: з 1984 року розробляє системи охолодження для автомобільних та мотоциклетних двигунів, також для стаціонарних кондиціонерних систем (загалом 470 робітників);
- KTM Werkzeugbau GmbH, виробництво інструментів. Згодом під назвою MBT об'єдналася з KTM-Sportmotorcycle AG, ставши її автономним філіалом.

Таким чином, офіційною датою заснування KTM AG вважається 1992 рік.
На початку XXI століття KTM є виробником найпопулярніших спортивних мотоциклів для мотогонок різних типів: від кільцевих до ралі-рейдів. Не раз гонщики на мотоциклах KTM ставали переможцями Ралі Дакар та інших марафонських ралі-рейдів.
Окрім мотоциклів, KTM має виробництво велосипедів, а з 2006 року розвиває також виробництво легких двомісних спортивних автомобілів KTM X-Bow (читати і вимовляти як Cross-Bow)

## Історія
Витоки заснування фірми відносяться до 1934 року. Саме тоді 25-річний інженер Ганц Транкенпольц відкриває слюсарний цех і авторемонтну майстерню у Верхній Австрії в місті Матігхоффен. Родина Транкенпольц займалась переважно громадянською службою, історія роду простежується із XVI століття. З початком епохи індустріалізації дід Ганца, Венцель Транкенпольц, був так зачарований прогресом механічних розробок, що на велике незадоволення своїх батьків кинув школу й пішов вчитися слюсарної справи замість державної служби. У 1872 році він відкрив власне виробництво з випуску сільськогосподарського устаткування під назвою «Trunkenpolz Maschinen» в Альтейгмі (Верхня Австрія). Підприємство існує донині під назвою «Trumag».
Ганс Транкенпольц, засновник КТМ, народився 17 січня 1909 року. Перші навички автомеханіка він отримав у майстерні свого дядька. Незабаром він став брати участь у мотоперегонах і здобув певний успіх у гонках на гаревих доріжках. У 1934 році, в приміщенні колишнього ресторану «Чорний орел», Ганс відкриває майстерню з ремонту мотоциклів і автомобілів. Майстерня процвітала, з часом очевидним став наступний крок — продаж нових транспортних засобів. Він обрав DKW — найбільшого світового виробника мотоциклів тих років. У 1938 році він стає також дилером Opel.
Компанія зростала, в компанії працювало п'ятеро робітників. Перед початком війни фірма переїхала в нову будівлю на Мюльвег, 2 в Матігхоффені. Незабаром після цього засновник був покликаний на військову службу. Його дружині Елізабет не залишилося іншого вибору, як взяти управління компанією на себе. У кінці 1943 року Ганса Транкенпольца звільнили від служби в армії, йому поставили завдання виконувати ремонти двигунів і вантажівок для потреб армії.
У тяготах повоєнних років був величезний попит на вантажівки, щоб забезпечувати основні потреби населення. З іншого боку, таких машин було небагато через їх потребу на війні. Компанія знову зосередилася на ремонті транспортних засобів. Штат співробітників зріс до 35 осіб і фірма швидко перетворилася на одну з найбільших автомайстерень у Верхній Австрії. У зв'язку з руйнуванням під час війни деяких заводів з виробництва запасних частин і неможливістю їх постачання Ганс починає займатись виробництвом основних деталей на своєму підприємстві.
У 1948 році виробництво було посилено відкриттям ковальського та ливарного цеху. Водночас Транкенпольц освоює серійне виробництво підшипників колінчастих валів. Розширення виробництва спричиняє збільшення штату співробітників до 70 осіб.
Економічне зростання, що замайоріло над Австрією і було не в останню чергу пов'язане з реалізацією плану Маршала, відкинув галузь назад. Сім'я Транкенпольц отримала від плану не лише вигоди: замовлення на ремонти значно впали і тільки виробництво запасних частин дало змогу генерувати деякий дохід. Гансу довелося шукати нові можливості після зниження ринку ремонтів. У населення саме виникла необхідність у моторизованому транспорті.
У той час мало хто міг дозволити собі мати автомобіль. Тому Транкенпольц вирішив розробити легкий мотоцикл. Бувши дилером DKW у довоєнні роки, він отримав необхідний досвід у мотоциклетному бізнесі. Вимоги були сформовані швидко — це мав бути «справжній мотоцикл» з підніжками, без педального приводу, відомого по велосипедах з моторами. Двигун Rotax, об'ємом 98 см³ з ручним стартером, вироблений у містечку Гюнскірхен, ідеально підходив для такого мотоцикла. У 1953 році мотоцикл був представлений публіці й уперше з'явилися три букви «КТМ», щоб представити «Kraftfahrzeuge Trunkenpolz Mattighofen» (Транспортний засіб Транценпольца Матігхоффен).